# Lutzomyia vexator
Lutzomyia vexator is een muggensoort uit de familie van de glansmuggen (Psychodidae). De wetenschappelijke naam van de soort is voor het eerst geldig gepubliceerd in 1907 door Coquillett.